# Alex Trochut

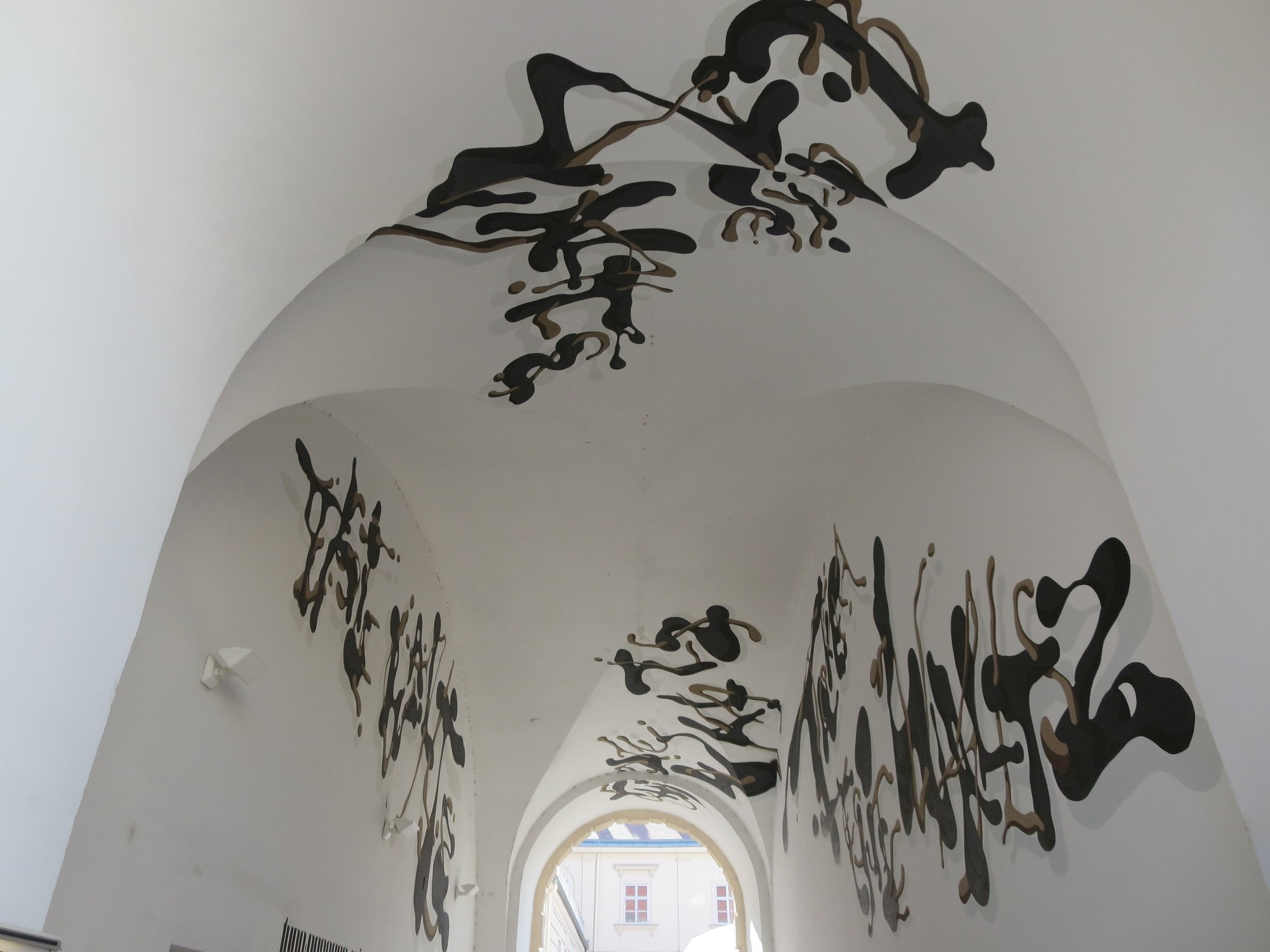
L'anomenat "Typopassage" al MuseumsQuartier de Viena (Àustria), dissenyat per Àlex Trochut el 2010.

Àlex Trochut (Barcelona, 1981) és un dissenyador gràfic, il·lustrador i tipògraf català.
Després de completar els seus estudis a Elisava Escola Superior de Disseny, va establir el seu propi estudi de disseny a Barcelona abans de mudar-se a la ciutat de Nova York. A través del seu disseny, il·lustració i pràctica tipogràfica ha desenvolupat una forma intuïtiva de treball que ha donat com a resultat el seu expressiu estil visual.
Per a Trochut la tipografia funciona a dos nivells jeràrquics. Primer, hi ha la imatge de la paraula que veiem; la lectura és secundària. Com a dissenyador, Àlex se centra en el potencial de llenguatge com a mitjà visual, portant el llenguatge al límit per a veure i llegir es converteixin en la mateixa acció i el text i la imatge es converteixin en una expressió unificada.
Barrejant estils i gèneres i prenent per igual de la cultura pop, la cultura de carrer, la moda i la música, Trochut ha creat disseny, il·lustració i tipografia per a una àmplia gamma de clients: Nike, Adidas, The Rolling Stones, Katy Perry, BBC, Coca-Cola, Pepsi, The Guardian, The New York Times, Time Magazine i molts altres. El treball d'Alex ha estat reconegut internacionalment, apareixent en exposicions i publicacions a tot el món. Ha donat xerrades i ha estat honrat pel Club de Directors d'Art, inclòs el nomenament de Young Gun el 2008, el Club de Directors de tipus, Creative Review, Cannes, Clio i D & AD, entre d'altres. La seva monografia, More Is More, explora les seves metodologies de treball i influències i va ser publicada en 2011.
Àlex Trochut viu i treballa a Brooklyn.